# David Moncoutié
David Moncoutié est un coureur cycliste français né le 30 avril 1975 à Provins (Seine-et-Marne). Professionnel de 1997 à 2012 au sein de l'équipe Cofidis, il a notamment remporté deux étapes du Tour de France, en 2004 et 2005, quatre étapes du Tour d'Espagne en 2008, 2009, 2010 et 2011 et le classement de la montagne du Tour d'Espagne quatre fois consécutivement de 2008 à 2011. En seize ans de professionnalisme, il remporte 23 succès et participe à 17 grands tours.

## Repères biographiques et carrière amateur
David Moncoutié grandit dans une famille passionnée de football et dans laquelle personne ne pratiquait de vélo. Il découvre le cyclisme par le biais d'un ami, après avoir joué au football jusqu'à 16 ans. Il obtient son baccalauréat en biologie. Son père, sa mère et ses deux sœurs travaillaient dans un bureau de poste et il pensait y travailler aussi. Son fils Mattéo pratique également le cyclisme et est champion du Rhône cadets en 2022.
Un jour, les amis de David Moncoutié lui ont suggéré de se joindre à eux pour un tour de vélo. Il raconte : « Ils avaient tous des beaux vélos de course, j'avais un vélo de sport dont je ne préfère pas parler… et je les ai lâchés dès le début. Je me suis dit Tiens, tu n'es pas trop mauvais ! et j'ai rejoint l'Entente Vélocipédique Bretenoux-Biars dans mon village du Lot. J'ai gagné dès ma deuxième course. » Il remporte par la suite vingt-quatre victoires en catégorie Junior 2 alors qu'il est lycéen.
Il continue à jouer au football, mais il abandonne lorsqu'il reprend le cyclisme à 19 ans. Il rêve de gagner une étape de montagne du Tour de France après avoir vu le coureur colombien Luis Herrera rivaliser avec les coureurs européens dans les années 1980,. En 1995, il rejoint le GSC Blagnac.
« Depuis le début, pour moi le cyclisme était synonyme de plaisir. Quand j'ai commencé, je ne pensais pas, par exemple, qu'un jour je serais au Tour de France. D'une certaine façon, je suis comme un cycliste du week-end qui monte sur son vélo simplement pour le plaisir. Je suppose qu'avec l'âge je commence à être plus responsable et à un peu voir le vélo comme un emploi. Mais pour moi, la chose la plus importante est que j'aime ça. »
Avec cette équipe, il obtient plusieurs victoires dont les 3e et 4e étapes du Tour d'Auvergne. Il est également troisième de la Ronde de l'Isard en Ariège.

## Carrière professionnelle

### Ses débuts
Georges Gay, alors directeur sportif du club de Blagnac, parle de David Moncoutié au manager Cyrille Guimard, qui lui offre une place dans l'équipe Cofidis, une équipe française. Il la rejoint en 1997, date de la création de l'équipe. Il n'a depuis jamais quitté l'équipe. Il se souvient :
« C'était la veille du championnat de France espoirs en 1996. J'étais amateur avec le VC Blagnac et je faisais mon service militaire au bataillon de Joinville, mais je n'avais jamais fait beaucoup d'effet sur une course, ni gagné de courses internationales. D'un autre côté, j'avais une petite réputation en tant que grimpeur. J'avais parlé à Guimard une paire de fois au téléphone et il est venu me voir, un contrat à la main. »
David Moncoutié commence sa carrière professionnelle en 1997, dans l'équipe Cofidis. Dans un peloton où le dopage est généralisé, ses deux premières années sont difficiles avec au mieux une 18e place sur le Tour de Romandie en 1998. Il pense alors quitter le cyclisme professionnel lorsque survient l'affaire Festina, qui a selon lui bouleversé les habitudes de certaines équipes, surtout les équipes françaises qui ne tolèrent alors plus le dopage.

### 1999: la révélation

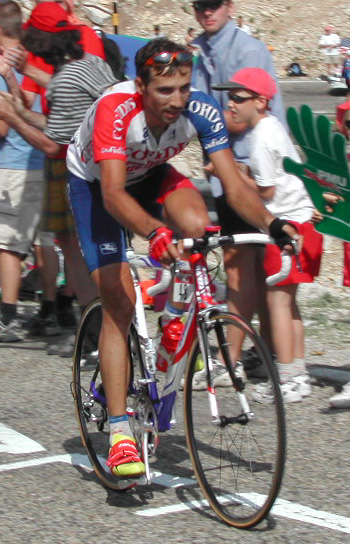
David Moncoutié lors du Tour de France 2002 (Mont Ventoux)

Il établit son premier podium en 1999 lors de la première étape du Tour méditerranéen au mont Faron, une montée qui lui a par la suite souvent porté chance. Peu de temps après, il se classe cinquième du Critérium international et deuxième de la seconde étape courue dans le Luberon.
Il remporte sa première victoire en 1999 durant le Critérium du Dauphiné libéré où il gagne l'étape arrivant à Passy Plaine-Joux, quelque temps après l'arrestation de Frank Vandenbroucke par la police française, qui avait terni l'image de l'équipe Cofidis.
En 2002, après une victoire à la Clásica de Alcobendas en mai, il obtient son meilleur classement sur le Tour de France. Il se montre régulier en montagne et prend la treizième place du classement général à Paris. Il est révélé les années suivantes que parmi les douze coureurs qui l'ont devancé, seul le dixième Carlos Sastre n'a jamais été impliqué dans une affaire de dopage durant sa carrière. L'année suivante, il termine 43e du Tour de France.

### 2004-2005: deux succès d'étape sur le Tour de France
Alors que Cofidis se trouve mêlée à une affaire de dopage en 2004, l'un des principaux protagonistes de cette dernière, Philippe Gaumont, écrit à propos de David Moncoutié qu'il fut chez Cofidis l'un des deux coureurs qui ne prenaient pas de produits dopants, avec Janek Tombak. Cofidis se retire de la compétition durant les premiers mois de l'année.
Le 15 juillet 2004, lors du Tour de France David Moncoutié conquiert l'un de ses principaux succès. Échappé en compagnie de Juan Antonio Flecha et Egoi Martínez, il attaque dans la dernière difficulté à neuf kilomètres de l'arrivée et franchit la ligne d'arrivée à Figeac en solitaire avec plus de deux minutes d'avance. Quelques jours plus tard, il se distingue par une neuvième place au contre-la-montre de l'Alpe d'Huez.
En 2005, il obtient des résultats prometteurs au printemps sur le Tour du Pays basque et sur le Tour de Catalogne. Il se montre encore brillant sur le Critérium du Dauphiné libéré 2005 où il tente d'attaquer au mont Ventoux et se lance à la poursuite de l'attaque de Santiago Botero dans le col de Joux Plane avant de descendre à Morzine où il termine deuxième de l'avant-dernière étape. Cependant, il ne confirme pas au classement sur le Tour de France 2005, où il remporte toutefois en échappée l'étape de Digne-les-Bains le 14 juillet. Ébranlé par la vitesse sur la course, il raconte :
« Cette saison-là, j'ai gagné une étape du Tour du Pays Basque, j'ai terminé 13e du Tour de Catalogne et sixième du Dauphiné Libéré, alors je me suis dit « pourquoi pas ? J'espérais terminer raisonnablement haut dans le classement général. Mais dans le Tour, c'est de la folie. Depuis les Vosges , je me suis rendu compte que le mieux que je pouvais espérer était une étape. J'ai souvent entendu dire que je pouvais finir dans les cinq premiers du Tour de France. C'est un rêve ! Moi, je n'y ai jamais cru. Je me suis toujours fixé des objectifs réalisables qui correspondent à ma façon de rouler et à mes convictions. »

### 2006-2007: deux saisons gâchées par les blessures
De 2006 à 2007, il enchaîne les blessures. Une chute sur le Critérium international 2006 provoque la rupture d'un tendon rotulien et l'oblige à utiliser des béquilles pendant six mois. Il subit une autre déconvenue en mai 2007 sur le Tour de Romandie où il se fracture le col du fémur gauche, l'un des moments les plus difficiles de sa carrière.

### 2008-2011: des déceptions sur le Tour de France mais quatre maillots à pois sur la Vuelta

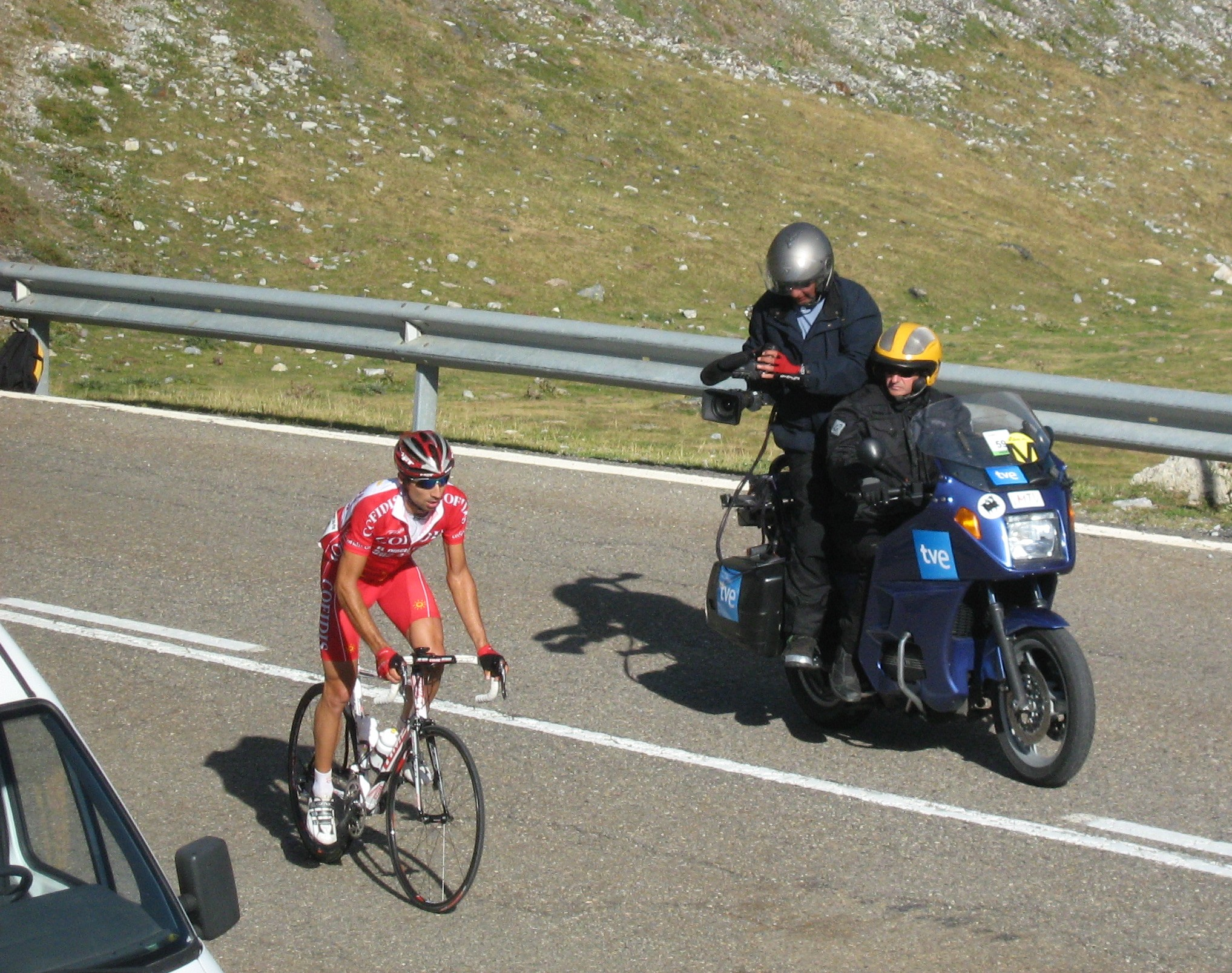
Lors de la 8e étape du Tour d'Espagne 2008

En 2008, Il retrouve le chemin de la victoire lors de la huitième étape du Tour d'Espagne, au Pla de Beret, à l'issue d'une longue échappée dans l'étape majeure des Pyrénées. Il termine meilleur grimpeur de cette Vuelta et huitième au classement général, ce qui représente son meilleur classement sur un grand tour.
En 2009, il remporte une belle victoire au Mont-Faron sur le Tour méditerranéen et à Saint-François-Longchamp sur le Dauphiné libéré. Il participe au Tour en visant le maillot à pois, mais ne remplit pas cet objectif. Moncoutié se signale ensuite au Tour d'Espagne en remportant en solitaire la treizième étape à la station de Sierra Nevada. Quelques jours avant durant ce même Tour d'Espagne, il avait échoué de peu pour la victoire d'étape à l'Alto de Aitana, rattrapé et dépassé dans l'ultime kilomètre par Damiano Cunego. Il gagne pour la deuxième année le classement de la montagne de la Vuelta.
Après avoir hésité, il décide de continuer sa carrière de coureur professionnel en 2010. En avril, il termine troisième du Tour de Turquie derrière Giovanni Visconti et Tejay van Garderen. En mai, il court pour la première fois le Tour d'Italie. N'y luttant pas pour une place au classement général, il est cependant à l'attaque dès que la route s'élève. En juin, aligné sur la Route du Sud, il prend la tête du classement général à la suite de sa victoire lors de la deuxième étape b, un contre-la-montre en montagne jusqu'à la station de Peyragudes. Il remporte la victoire finale le lendemain, la dernière étape n'apportant pas de modification au classement général. À la suite de cette victoire, il déclare ne plus vouloir participer au Tour de France, privilégiant le Tour d'Espagne : « C'est une course qui me convient mieux et je veux miser ma fin de saison sur elle. » Il regrette ensuite cette déclaration et envisage de participer à la Grande Boucle en 2011 : « J'espère revenir sur le Tour de France l'année prochaine. Ce serait mon dixième. »
En préparation de la Vuelta, il termine troisième du Tour de l'Ain avec une deuxième place lors de la dernière étape. Lors de cette Vuelta, il est au départ avec l'objectif de remporter pour la troisième fois de suite le classement du meilleur grimpeur et égaler ainsi des coureurs comme Julio Jiménez,. Il remporte tout d'abord en solitaire la huitième étape puis termine ensuite quatrième de la neuvième étape et endosse alors le maillot à pois de meilleur grimpeur. Il conserve ce maillot jusqu'au bout, le remportant ainsi pour la troisième année consécutive.

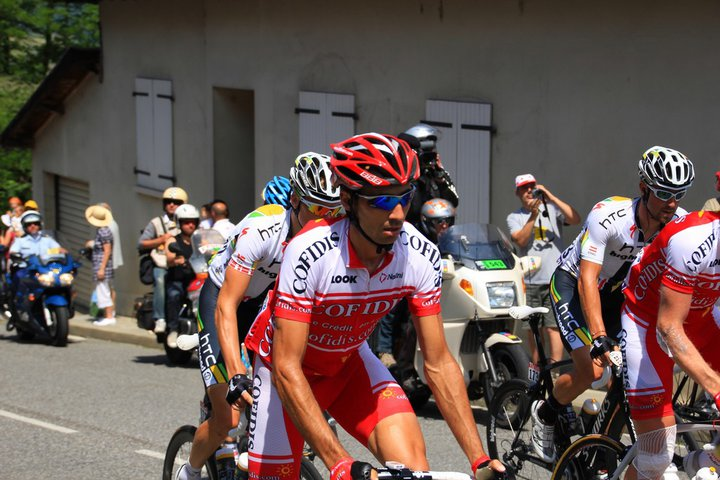
David Moncoutié lors du Tour de France 2011

Il commence sa saison 2011 par une victoire au sommet du Mont Faron lors du Tour méditerranéen,. Il s'adjuge également le classement général de la course et signe ainsi sa troisième victoire sur une course par étapes après la Clásica de Alcobendas 2002 et la Route du Sud 2010. Il s'agit de sa troisième victoire au sommet du Mont Faron après celles acquises en 2003 et 2009. Sur le Tour de France 2011, il est échappé dans l'étape entre Pau et Lourdes. Il fait alors partie d'une échappée qui se disloque dans l'ascension du col d'Aubisque. David Moncoutié se lance à la poursuite de Jérémy Roy, qui passe le col en tête. Mais Thor Hushovd, qui avait attaqué plus tôt, le rattrape dans la descente. Plus bas, Moncoutié, qui se sait battu au sprint face au coureur norvégien, refuse de relayer. Du coup, Thor Hushovd le lâche et ne laisse aucune chance à Jérémy Roy à Lourdes, David Moncoutié échouant pour sa part à la seconde place. Peu à son avantage dans les Alpes, il tente vainement de protéger le maillot blanc de son coéquipier Rein Taaramäe lors de la 19e étape en roulant à son service pour revenir sur la tête de course dans la longue descente du col du Lautaret mais ne peut empêcher Pierre Rolland, victorieux à l'Alpe d'Huez, de s'emparer du classement du meilleur jeune. Il remporte par la suite le Tour de l'Ain, auquel il avait pris part pour préparer le Tour d'Espagne.
Moncoutié prend le départ du Tour d'Espagne avec l'objectif de remporter une étape et le classement de la montagne pour la quatrième année consécutive. Sur la 11e étape, qui compte quatre ascensions, il s'échappe dès le début de l'étape, puis distance ses compagnons d'échappée à huit kilomètres du sommet de la Manzaneda pour l'emporter avec plus d'une minute d'avance sur Beñat Intxausti. À l'issue de cette étape, il occupe la deuxième place du classement de la montagne, à un point de Matteo Montaguti, et annonce qu'il poursuit sa carrière pour une année,. Il remporte par la suite pour la quatrième fois le classement de la montagne. Il est le premier coureur à y arriver sur quatre éditions consécutives,. Il annonce sa fin de saison à l'issue de la Vuelta.

### 2012: fin de carrière
Pour 2012, il déclare ne pas vouloir participer au Tour de France et se focaliser sur le Tour d'Espagne.
Aligné finalement sur le Tour de France 2012 sur demande de son sponsor, Moncoutié, alors 73e du classement général, chute dans la descente du col du Grand Cucheron alors qu'il tentait de revenir sur des coureurs échappés au cours de la douzième étape et est contraint à l'abandon,, son premier sur un grand tour. De retour sur le Tour de l'Ain, cette course lui sert de préparation au Tour d'Espagne où il a comme objectif de remporter pour la cinquième fois consécutive le classement de la montagne. Ne jouant pas le classement général, il figure en 145e position et n'a aucun point au classement du meilleur grimpeur au début de la quatorzième étape, la première de haute montagne. Figurant dans l'échappée du jour, il marque 9 points mais est battu par l'Australien Simon Clarke, qui avec 18 points inscrits dans l'étape, pointe en tête de ce classement annexe avec 34 points. Il met un terme à sa carrière à l'issue de cette Vuelta, qu'il termine 109e au classement général et dixième au classement de la montagne. Un hommage lui est rendu lors de la dernière étape à Madrid, en compagnie d'un autre retraité, l'Allemand Grischa Niermann.

## David Moncoutié dans le peloton
Il est connu comme une personne humble, et beaucoup ont comparé sa mentalité à celle d'un cycliste de loisirs, heureux de rouler sur son vélo. Dans le passé, il a été critiqué pour son manque d'agressivité et de puissance. D'une manière générale, il n'apprécie pas le froid, ni la pluie et prend peu de risques dans les virages ou les descentes. Fait rare dans le cyclisme professionnel, il a besoin de descendre de son vélo pour mettre un imperméable en course,,. Au sein du peloton, il est la plupart du temps dans les dernières positions, car il déteste frotter avec les autres coureurs. Selon Rein Taaramäe, qui est son équipier pendant plusieurs saisons, Moncoutié ne se place à l'avant du peloton que quand il ambitionne de disputer la victoire. Le coureur estonien considère que cette façon de courir lui a permis de limiter les risques de chutes et de pouvoir optimiser sa durée de carrière. 
Il est reconnu comme un coureur propre,. François Migraine, le président du groupe Cofidis, a déclaré : « Tout le monde est plus ou moins unanime pour dire que David Moncoutié ne s'est jamais dopé. J'en aurais dix comme lui dans l'équipe si je pouvais. Il remporte trois courses par an et il parvient à terminer dans le top 50 de l'UCI. Cela montre que vous n'avez pas besoin de tricher pour faire carrière dans le cyclisme. » Il est l'un des rares coureurs de son équipe à ne pas être concerné par l'Affaire Cofidis en 2004. Malgré l'affaire, l'équipe reste présente dans le peloton professionnel. Le lien entre sa victoire sur le Tour de France 2004 et le maintien de l'équipe dans le peloton est fait. Éric Boyer, directeur sportif de la formation de 2005 à 2012, déclare en 2010 que c'est grâce à Moncoutié : « Il a forgé en grande partie l'image de l'équipe, et c'est même grâce à lui que le sponsor est resté dans le vélo alors que tout le poussait vers la sortie après l'affaire de Philippe Gaumont il y a six ans. » Dans un entretien avec Paris Match juste avant sa mort, Philippe Gaumont affirme de Moncoutié que « s’il n’y avait pas le dopage, il pourrait gagner le Tour ». Il raconte également que les dirigeants de Cofidis, qui juraient après l'affaire Cofidis que « des Moncoutié, il en faudrait dix dans chaque équipe », se moquaient bien de Moncoutié à l'époque, qu’ils auraient bien aimé « lui faire passer la vitesse supérieure ».
Moncoutié déclare lors d'une interview parue avant le Tour de France 2003 : « Ce que j'aime, c'est d'être sur mon vélo et de rouler. C'est comme ça que je suis heureux. »
Éric Boyer voit David Moncoutié comme « un solitaire, heureux dans un groupe mais qui n'en a pas besoin pour vivre. Il veut simplement qu'on le laisse en paix ». Le caractère de Moncoutié l'amène à refuser une augmentation de salaire de la part de son équipe qu'il ne se sent pas capable d'assumer,.

## Entraînement
Pour tester sa forme physique, David Moncoutié se chronométrait sur les huit kilomètres de l'ascension du col de la Luère (713 m) dans les monts du Lyonnais, où il détient un record de 19 min 12 s.

## Après-carrière

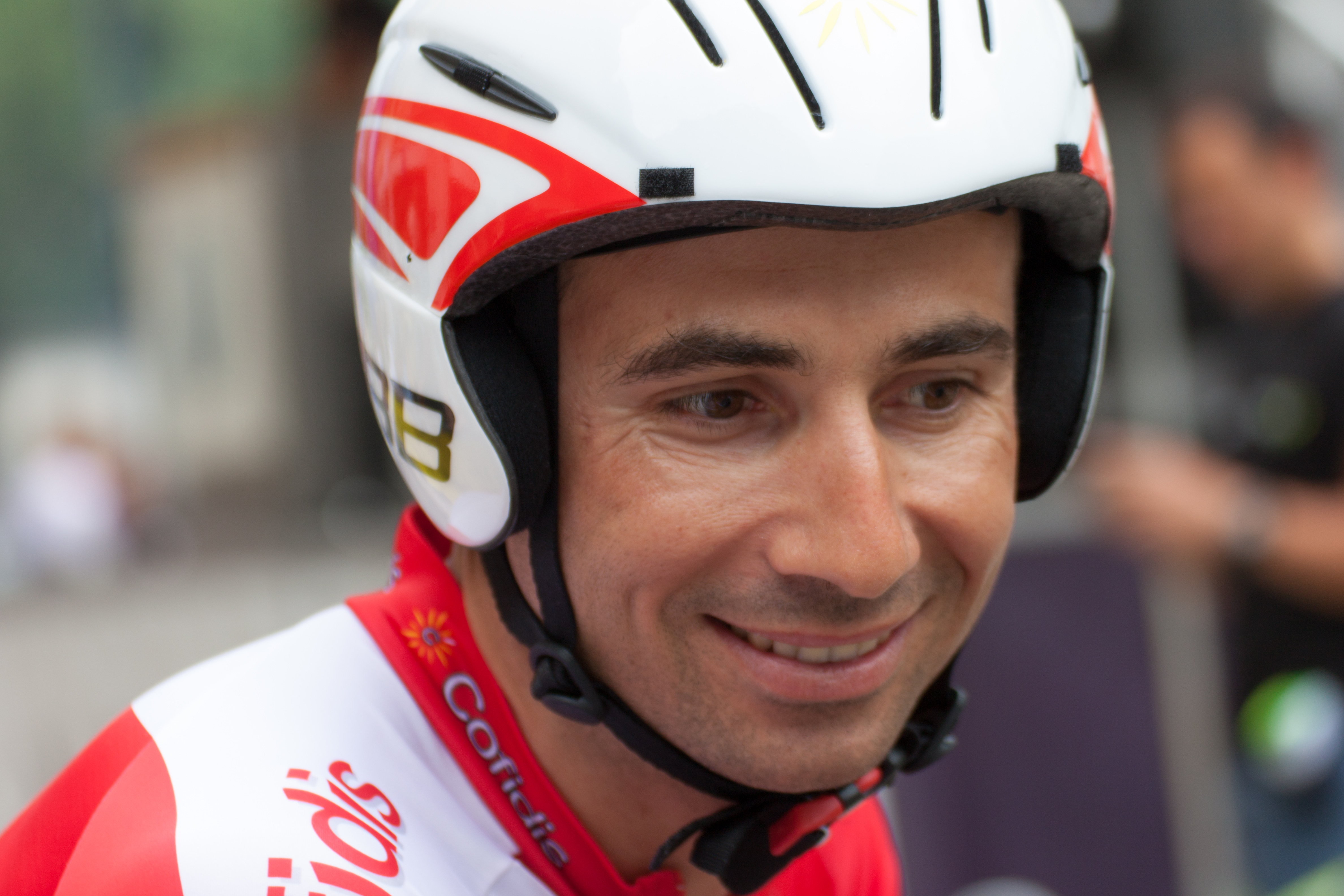
David Moncoutié au Prologue du Critérium du Dauphiné 2012.

Une fois sa carrière professionnelle achevée, Moncoutié souhaite rester dans le milieu du cyclisme mais pas en tant que directeur sportif. Il devient consultant sportif. En février 2013, il devient chroniqueur sur le site internet cyclismactu.net. En août 2013, à l'occasion du Tour d'Espagne, il devient consultant pour la version française de la chaîne de télévision Eurosport.
Toujours présent dans le milieu cycliste, Moncoutié participe en 2013 à l'expédition « Tour de fête », participant ainsi à chaque étape du Tour de France la veille de la course professionnelle. Lors du Tour de France 2015, il travaille pour la marque Vittel et parcourt avec des cyclistes de clubs amateurs les derniers kilomètres de 13 des 21 étapes de cette édition. Il est parrain de la Vélotoise, une cyclosportive qui se déroule chaque année à Figeac.
Il continue de pratiquer le cyclisme via le bikepacking à partir de 2015.

## Hommage
En 2009 s'est formé à Amiens un groupe de punkrock nommé « Les Poulidoors » dont les compositions traitent toutes de vélo et du Tour de France. Une chanson hommage à David Moncoutié, Tout Puissant Moncoutié, est parue en 2011 sur leur EP 1re Étape.

## Palmarès

### Palmarès amateur
| - 1993 - 2e étape de la Flèche Maratoise - Grand Prix de Sérilhac - Grand Prix du Rouergue : - Classement général - 1re et 2e étapes - 2e de la Flèche Maratoise - 1994 - Prix du comité des fêtes de Largnac - Grand Prix du Falgoux - 2e des Boucles du Bas-Limousin - 1995 - Grand Prix de Puy-l'Évêque - Grand Prix de Meyrueis - 2e du Tour de la Dordogne - 3e des Boucles de la Cère | - 1996 - Grand Prix de Castelnau-Montratier - 3e et 4e étapes du Tour d'Auvergne - Ronde du Sidobre - 2e du Grand Prix de Peymeinade - 2e du Tour de la Manche - 3e de la Ronde de l'Isard d'Ariège - 3e du Tour de la Dordogne - 3e du Tour du Canton de Bretenoux |

### Palmarès professionnel
| - 1999 - 6e étape du Critérium du Dauphiné libéré - 3e de Paris-Camembert - 2000 - 7e étape du Tour de l'Avenir - 2e du Tour de l'Avenir - 2e de Cholet-Pays de Loire - 3e du Hel van het Mergelland - 2001 - 2e étape du Tour du Limousin - 2e du Tour méditerranéen - 3e du Trophée des grimpeurs - 3e du Tour du Limousin - 4e de Paris-Nice - 9e du Tour de Romandie - 2002 - Clásica de Alcobendas : - Classement général - 2ea étape - 2e étape du Critérium international - 2e du championnat de France contre-la-montre - 3e du Critérium international - 2003 - Grand Prix de Lugano - 4e étape de la Route du Sud - 4e étape du Tour méditerranéen - 3e du Critérium international - 8e du Tour de Romandie - 8e du Championnat de Zurich - 2004 - 11e étape du Tour de France - 2e du Grand Prix de Lugano - 3e de la Clásica de Alcobendas - 2005 - 12e étape du Tour de France - 2e étape du Tour du Pays basque - 2e du Tour du Finistère - 3e du Tour de Catalogne - 6e du Critérium du Dauphiné libéré - 6e de la Classique de Saint-Sébastien | - 2008 - Tour d'Espagne : - Classement de la montagne - 8e étape - 2e du Tour méditerranéen - 2e du Tour de l'Ain - 8e du Tour d'Espagne - 10e de la Classique de Saint-Sébastien - 2009 - 6e étape du Tour méditerranéen - 7e étape du Critérium du Dauphiné libéré - Tour d'Espagne : - Classement de la montagne - 13e étape - 2e du Tour du Haut-Var - 3e du Tour de l'Ain - 2010 - Route du Sud : - Classement général - 2eb étape (contre-la-montre en côte) - Tour d'Espagne : - Classement de la montagne - 8e étape - 3e du Tour de Turquie - 3e du Tour de l'Ain - 2011 - Tour méditerranéen : - Classement général - 5e étape - Classement général du Tour de l'Ain - Tour d'Espagne : - Classement de la montagne - 11e étape |

### Résultats sur les grands tours

#### Tour de France
11 participations
- 2000 : 75e
- 2001 : 48e
- 2002 : 13e
- 2003 : 43e
- 2004 : 34e, vainqueur de la 11e étape
- 2005 : 67e, vainqueur de la 12e étape
- 2006 : 58e
- 2008 : 42e
- 2009 : 58e
- 2011 : 41e
- 2012 : abandon (12e étape)

#### Tour d'Italie
1 participation
- 2010 : 68e

#### Tour d'Espagne
5 participations
- 2008 : 8e, vainqueur de la 8e étape,  vainqueur du classement de la montagne
- 2009 : 27e, vainqueur de la 13e étape,  vainqueur du classement de la montagne
- 2010 : 12e[57],[58], vainqueur de la 8e étape,  vainqueur du classement de la montagne
- 2011 : 37e, vainqueur de la 11e étape,  vainqueur du classement de la montagne
- 2012 : 109e

### Classements mondiaux
| Année                  | 1996 | 1997 | 1998 | 1999 | 2000 | 2001 | 2002 | 2003 | 2004 | 2005 | 2006 | 2007 | 2008 | 2009 | 2010 | 2011 | 2012 |
| ---------------------- | ---- | ---- | ---- | ---- | ---- | ---- | ---- | ---- | ---- | ---- | ---- | ---- | ---- | ---- | ---- | ---- | ---- |
| Classement UCI         | 724e | 961e | 573e | 198e | 143e | 55e  | 39e  | 52e  | 93e  |      |      |      |      |      |      |      |      |
| Classement ProTour     |      |      |      |      |      |      |      |      |      | 30e  | nc   | nc   | 142e |      |      |      |      |
| Calendrier mondial UCI |      |      |      |      |      |      |      |      |      |      |      |      |      | 106e | 103e |      |      |
| UCI Africa Tour        |      |      |      |      |      |      |      |      |      |      |      |      |      |      | 95e  |      |      |
| UCI Europe Tour        |      |      |      |      |      |      |      |      |      |      |      |      |      |      | 42e  | 38e  | 420e |